# Reflexion
Reflexion es una banda de metal gótico/hard rock melódico procedente de Finlandia. La banda fue creada en 1996, por un largo tiempo ellos tocaron sin un vocalista. En 1997 Juha Kylmänen se unió a la banda. Antes de 2000 la banda fue llamada BarbarianZ, un tiempo después cambiaron su nombre a Reflexion.
Su primer demo "Blackness and Moonlight" fue lanzado en 1997. Su álbum debut, "Out of the dark", fue grabado en Soundtrack Studios y lanzado en 2006. El 17 de marzo de 2008 fue lanzado su segundo álbum "Dead to the Past, Blind For Tomorrow" y su tercer y último álbum "Edge" fue editado en 2010.

## Miembros
- Juha Kylmänen - Voces
- Ilkka Jolma - Guitarra
- Ilkka Leskelä - Batería
- Juhani Heikka - Guitarra
- Mikko Uusimaa - Bajo

## Discografía

### Discos en estudio
- Out of the Dark (2006)
- Dead to the Past, Blind for Tomorrow (2008)
- Edge (2010)

### Sencillos
- Undying Dreams (2005)
- Storm (2006)
- Weak And Tired (2008)
- Twilight Child (2008)

### Demos
Como BarbarianZ
- Blackness and Moonlight (1997)
- Run Like a Tiger (1998)
- Lost (1998)
- Spirit of Eclipse (1999)
- More Than Touch (1998-1999)

Como Reflexion
- 5th (2000)
- Destiny's Star (2001)
- Journey to Tragedy (2003)
- Smashed to Pieces (2004)